# Амунет
Амунет (такође Амонет или Амаунет) је првобитна богиња у древној египатској религији.Теба је била центар њеног обожавања током последње династије, Птолемејског краљевства, 30. године пре нове ере. Она је посведочена у најранијим познатим египатским религиозним текстовима и, као што је био обичај, била је упарена са Амоном. Сматрало се да су постојали пре почетка стварања, заједно са још три пара, која представљају исконске концепте.

## Историја и опис

### Исконски парови
Њено име је именица женског рода која значи "sкривени". Она је члан Огдоада из Хермополиса, који је представљао аспекте првобитног постојања пре стварања: Амунет је била упарена са Амоном—чије име такође значи „скривени“, са завршетком за мушки род —у оквиру ове божанске групе, из најраније познате документације. Такво упаривање божанстава је карактеристично за верске концепте старих Египћана. У раним концептима познатим као Огдоад, првобитна група божанстава којој су припадали групи божанстава "ноћи", представљају четири уравнотежена пара божанстава.

Постоје спекулације да су касније теолози Амунет могли замислити као допуну Амону, а не као независно божанство, међутим, Текстови пирамида, најранији познати религиозни текстови Древног Египта, помињу „благодатну Амонову сенку Амунет".

### Локализација култа
Најмање до Дванаесте египатске династије (око 1991–1803 пне), Амунет је често била замењен са Мут, пошто су култови еволуирали или су слични у другим регионима спојени након поновног уједињења Египта. Амунет је остала локално важна у Теби, где се обожавао Амон. У том главном граду уједињене земље на њу се гледало као на заштитницу краља, играјући истакнуту улогу у ритуалима повезаним са краљевским крунисањем и фестивалима. И свештеници су били посвећени Амунетиној служби у Карнаку, Амоновом култном центру.
У Фестивалској сали Тутмоса III (око 1479–1425 пне), Амунет је приказана са богом плодности Мином док води низ божанстава да посете краља у току прославе. Упркос Амунетиној стабилној позицији локалне богиње најважнијег египатског града, њен култ је почео да има врло мало следбеника ван тебанског региона који се развио у доминантни верски центар уједињене земље.
Амунет је била приказана као жена која је носила Дешрет „Црвену круну Доњег Египта“ и штап од папируса. Разлог за ову иконографију је неизвестан. У то време, култ Амона се обнавља, након што је замењен обожавањем Атона током владавине Ехнатона.
Иако је остала посебно божанство све до Птолемејског краљевства, у неким каснијим текстовима из Карнака, Амунет је синкретизована са Неитх.